# Domagoj Vida
Domagoj Vida (Našice, 29. travnja 1989.) hrvatski je nogometaš, igra na mjestu braniča i trenutačno igra za grčki klub AEK Atena. On je i hrvatski reprezentativac. Sin hrvatskog nogometaša Rudike Vide i brat nogometaša Hrvoja Vide.

## Klupska karijera

### Jedinstvo Donji Miholjac, Osijek i Bayer Leverkusen
Domagoj Vida počeo je igrati nogomet kao sedmogodišnjak u podmlatku donjomiholjačkoga Jedinstva, 1996. godine. Potom je bio u podmlatku NK Osijeka do 2006. godine kada je iste godine u prosincu potpisao prvi profesionalni ugovor s Osijekom. U Osijeku je od 2006. do 2010. godine odigrao 90 prvenstvenih utakmica i postigao 6 pogodaka. 29. travnja 2010. godine Domagoj potpisuje petogodišnji ugovor s Bayerom iz Leverkusena. Osijek je na ime transfera dobio 2,4 milijuna eura. U Leverkusenu se nije zadržao dugo i upisao je samo 7 bundesligaških nastupa te je zbog želje za većom minutažom prešao u zagrebački Dinamo. 

### Dinamo Zagreb
Dana 17. lipnja 2011. godine Domagoj je potpisao za GNK Dinamo Zagreb.

### Dinamo Kijev
Početkom 2013. godine prelazi iz zagrebačkog Dinama u kijevski Dinamo za 5 mil. €.

### Beşiktaş
Dana 3. siječnja 2018. godine Vida prelazi u Beşiktaş, s kojim potpisuje ugovor na četiri i pol godine.

## Reprezentativna karijera
U mladim hrvatskim reprezentacijama Vida ima nastupe u dobnim kategorijama: do 19, do 20 i do 21. Za seniorsku reprezentaciju prvi nastup imao je 23. svibnja 2010. godine u prijateljskoj utakmici na Gradskom vrtu, u pobjedi od 2:0, protiv reprezentacije Walesa.
Svoj prvi pogodak za seniorsku reprezentaciju Hrvatske, Domagoj je postigao u prijateljskoj utakmici protiv reprezentacije Južne Koreje 10. rujna 2013. godine u pobjedi od 2:1.
Hrvatski nogometni izbornik objavio je u svibnju 2016. popis za nastup na Europskom prvenstvu u Francuskoj, na kojem se nalazi Vida.
Na Svjetskom prvenstvu u Rusiji postigao je pogodak u 101. minuti četvrtfinalne utakmice protiv Rusije, i kasnije u jedanaestercima, što je pridonijelo Hrvatskom plasmanu u polufinale Svjetskog prvenstva.
Kapetansku je vrpcu nosio tri puta, na dvjema prijateljskim utakmicama te na jednoj službenoj utakmici, protiv Portugala rujna 2020. godine.
Dana 9. studenoga 2022. izbornik Zlatko Dalić uvrstio je Vidu na popis igrača za Svjetsko prvenstvo 2022. Sedam dana kasnije Vida je protiv Saudijske Arabije ostvario svoj 100. nastup za reprezentaciju te je time postao deseti igrač u povijesti reprezentacije koji je ostvario troznamenkasti broj nastupa.

### Pogodci za A reprezentaciju
| Broj | Nadnevak            | Mjesto                                         | Protivnik    | Pogodak | Konačan ishod    | Natjecanje                |
| ---- | ------------------- | ---------------------------------------------- | ------------ | ------- | ---------------- | ------------------------- |
| 1.   | 10. rujna 2013.     | Jeonju World Cup Stadium, Jeonju, Južna Koreja | Južna Koreja | 0:1     | 1:2              | prijateljska utakmica     |
| 2.   | 3. rujna 2017.      | Stadion Maksimir, Zagreb, Hrvatska             | Kosovo       | 1:0     | 1:0              | kvalifikacije za SP 2018. |
| 3.   | 7. srpnja 2018.     | Olimpijski stadion Fišt, Soči, Rusija          | Rusija       | 1:2     | 2:2 (5:6) (11 m) | četvrtfinale SP 2018.     |
| 04.  | 15. listopada 2018. | Stadion Rujevica, Rijeka, Hrvatska             | Jordan       | 1:0     | 2:1              | prijateljska utakmica     |

## Priznanja

### Individualna
- 2009.: Dobitnik je nagrade za najveću mladu nadu, koju dodjeljuje Klub navijača hrvatske nogometne reprezentacije "Uvijek vjerni".
- 2018.: Odlukom Predsjednice Republike Hrvatske Kolinde Grabar-Kitarović odlikovan je Redom kneza Branimira s ogrlicom, za izniman, povijesni uspjeh hrvatske nogometne reprezentacije, osvjedočenu srčanost i požrtvovnost kojima su dokazali svoje najveće profesionalne i osobne kvalitete, vrativši vjeru u uspjeh, optimizam i pobjednički duh, ispunivši ponosom sve hrvatske navijače diljem svijeta ujedinjene u radosti pobjeda, te za iskazano zajedništvo i domoljubni ponos u promociji sporta i međunarodnog ugleda Republike Hrvatske, te osvajanju 2. mjesta na 21. Svjetskom nogometnom prvenstvu u Ruskoj Federaciji.[14]
- 2024. Odlukom predsjednik Republike Hrvatske Zorana Milanovića odlikovan je Poveljom Republike Hrvatske: "Za izniman uspjeh hrvatske nogometne reprezentacije, doprinos sportu i međunarodnom ugledu Republike Hrvatske te osvajanju 3. mjesta na 22. Svjetskom nogometnom prvenstvu u Državi Katru" [15]

### Klupska

#### Dinamo Zagreb
- Prva HNL (2): 2011./12., 2012./13.
- Hrvatski nogometni kup (1): 2011./2012.

#### Dinamo Kijev
- Ukrajinska Premier liga (2): 2014./15., 2015./16.
- Ukrajinski kup (2): 2013./2014., 2014/2015.
- Ukrajinski superkup (1): 2016.

#### Beşiktaş
- Super Liga Turske (1): 2020./21.
- Turski kup (1): 2021./22.
- Turski superkup (1): 2021.

#### AEK Atena
- Superliga Grčke (1): 2022./23
- Grčki kup (1): 2022./23.

### Reprezentativna
Hrvatska
- Svjetsko prvenstvo: 2018. (2. mjesto),[16] 2022. (3. mjesto)[17]
- UEFA Liga nacija (2. mjesto): 2022./23.

## Vanjske poveznice

### Sestrinski projekti
|  | Zajednički poslužitelj ima još gradiva o temi Domagoj Vida |

### Mrežna sjedišta
- Profil, Hrvatski nogometni savez
- Profil, Soccerway (engl.)
- Profil, Transfermarkt (engl.)